# Sicista
Sicista is een geslacht van zoogdieren uit de familie van de berkenmuizen (Sminthidae). De wetenschappelijke naam van het geslacht werd in 1827 gepubliceerd door John Edward Gray.

## Soorten
Er worden 19 soorten in dit geslacht geplaatst:
- Sicista armenica Sokolov & Baskevich, 1988 – Armeense berkenmuis
- Sicista betulina (Pallas, 1779) – Berkenmuis
- Sicista caucasica Vinogradov, 1925
- Sicista caudata Thomas, 1907
- Sicista cimlanica Kovalskaya, Tikhonov, Tikhonova, Surov, & Bogomolov, 2000
- Sicista concolor (Büchner, 1892)
- Sicista kazbegica Sokolov, Baskevich & Kovalskaya, 1986
- Sicista kluchorica Sokolov, Kovalskaya & Baskevich, 1980
- Sicista loriger (Nathusius, 1840)
- Sicista napaea Hollister, 1912
- Sicista pseudonapaea Strautman, 1949
- Sicista severtzovi Ognev, 1935
- Sicista strandi (Formozov, 1931)
- Sicista subtilis (Pallas, 1773) – Driekleurige muis
- Sicista talgarica Lebedev et al., 2021
- Sicista terskeica Lebedev et al., 2021
- Sicista tianschanica (Salensky, 1903)
- Sicista trizona (Frivaldszky, 1865)
- Sicista zhetysuica Cserkész et al., 2019